# Burg Laibach
Die Burg Laibach ist eine ehemalige Höhenburganlage und späteres Schloss auf 297 m ü. NHN westlich über Laibach (Schlossstr. 1), einem Ort in der Gemeinde Dörzbach im Hohenlohekreis in Baden-Württemberg.

## Geschichte
Die Burg wurde 1307 erwähnt und war im Besitz der Herren von Aschhausen. Ab 1422 waren die Burg und der Weiler Laibach im Besitz der Herren von Berlichingen als limpurgisches Lehen. 1471 wurde die Burg von Pfalzgraf Friedrich als Raubritternest erobert und zerstört.
1607 erwarben die Capler von Oedheim genannt Bautz das Rittergut und gaben es 1615 an den mainzischen Amtmann Erhard von Muggenthal zu Krautheim weiter, dessen Familie aus Bayern stammte. Von 1615 bis 1629 wurde die Burg unter Erhard von Muggenthal im Renaissancestil als dreigeschossige Vierflügelanlage umgebaut. 1775 wurde der letzte von Muggenthal ermordet. Über Brandenburg kam der Besitz 1777 an die Freiherren von Racknitz. Im 19. Jahrhundert wurde das Schloss zum Teil abgebrochen und von 1987 bis 1988 restauriert.
In den letzten Jahren ließ Ingo Eben von Racknitz viele der herrlichen Fassadenmalereien des sich malerisch in die Landschaft einpassenden Schlosses, das einen weiten Ausblick in das Tal bietet, wieder herrichten. Einige Räume stehen der Konzertreihe Hohenloher Kultursommer zur Verfügung.

## Baubeschreibung
Das Schloss zeigt eine hochragende Vierflügelanlage der Renaissance mit zwei Treppentürmen, einem Rundturm und Giebel am Südwestflügel. Die Schlosskapelle mit flachem Kreuzgratgewölbe verfügt über eine Kanzel von 1629.